# Le Héros (1932)
Le Héros (Q170) – francuski oceaniczny okręt podwodny z okresu międzywojennego i II wojny światowej, jedna z 31 jednostek typu Redoutable. Okręt został zwodowany 14 października 1932 roku w stoczni Arsenal de Brest w Breście, a do służby w Marine nationale wszedł we wrześniu 1934 roku. Podczas wojny jednostka pełniła służbę na Morzu Śródziemnym, Atlantyku i Oceanie Indyjskim, a od zawarcia zawieszenia broni między Francją a Niemcami znajdowała się pod kontrolą rządu Vichy. 7 maja 1942 roku okręt został zatopiony u wybrzeży Madagaskaru przez brytyjskie samoloty z lotniskowca HMS „Illustrious”.

## Projekt i budowa
„Le Héros” zamówiony został w ramach programu rozbudowy floty francuskiej z lat 1928/1929. Projekt (o sygnaturze M6 ) był ulepszeniem pierwszych powojennych francuskich oceanicznych okrętów podwodnych – typu Requin. Poprawie uległa krytykowana w poprzednim typie zbyt mała prędkość osiągana na powierzchni oraz manewrowość. Okręty typu Redoutable miały duży zasięg i silne uzbrojenie; wadą była ciasnota wnętrza, która powodowała trudności w dostępie do zapasów prowiantu i amunicji. Konstruktorem okrętów był inż. Jean-Jacques Roquebert. „Le Héros” należał do 2. serii jednostek, które otrzymały silniki Diesla o większej mocy, dzięki czemu osiągały one na powierzchni prędkość 19 węzłów .
„Le Héros” zbudowany został w Arsenale w Breście . Stępkę okrętu położono 11 sierpnia 1930 roku , a zwodowany został 14 października 1932 roku.

## Dane taktyczno–techniczne
„Le Héros” był dużym, oceanicznym okrętem podwodnym o konstrukcji dwukadłubowej. Długość całkowita wynosiła 92,3 metra (92 metry między pionami), szerokość 8,2 metra i zanurzenie 4,7 metra. Wyporność standardowa w położeniu nawodnym wynosiła 1384 tony (normalna 1570 ton), a w zanurzeniu 2084 tony. Okręt napędzany był na powierzchni przez dwa silniki wysokoprężne Sulzer o łącznej mocy 7200 KM. Napęd podwodny zapewniały dwa silniki elektryczne o łącznej mocy 2000 KM. Dwuśrubowy układ napędowy pozwalał osiągnąć prędkość 19 węzłów na powierzchni i 10 węzłów w zanurzeniu . Zasięg wynosił 10 000 Mm przy prędkości 10 węzłów w położeniu nawodnym (lub 4000 Mm przy prędkości 17 węzłów) oraz 100 Mm przy prędkości 5 węzłów w zanurzeniu. Zbiorniki paliwa mieściły 95 ton oleju napędowego . Dopuszczalna głębokość zanurzenia wynosiła 80 metrów, a czas zanurzenia 45-50 sekund. Autonomiczność okrętu wynosiła 30 dób .
Okręt wyposażony był w siedem wyrzutni torped kalibru 550 mm: cztery na dziobie i jeden potrójny zewnętrzny aparat torpedowy. Prócz tego za kioskiem znajdował się jeden podwójny dwukalibrowy (550 lub 400 mm) aparat torpedowy . Na pokładzie było miejsce na 13 torped, w tym 11 kalibru 550 mm i dwie kalibru 400 mm . Uzbrojenie artyleryjskie stanowiło działo pokładowe kalibru 100 mm M1925 L/45 oraz zdwojone stanowisko wielkokalibrowych karabinów maszynowych Hotchkiss kalibru 13,2 mm L/76 . Jednostka wyposażona też była w hydrofony .
Załoga okrętu składała się z 4 oficerów oraz 57 podoficerów i marynarzy.

## Służba
„Le Héros” został przyjęty do służby w Marine nationale 12 września 1934 roku . Jednostka otrzymała numer burtowy Q170 . W momencie wybuchu II wojny światowej okręt pełnił służbę na Morzu Śródziemnym, będąc jednostką flagową 1. dywizjonu 3. eskadry 1. Flotylli okrętów podwodnych w Tulonie (w skład której wchodziły ponadto siostrzane „Le Conquérant”, „Le Glorieux” i „Le Tonnant”) . Dowódcą jednostki był w tym okresie kmdr ppor. R.E. Courson . Na początku listopada 1939 roku „Le Héros”, „Achéron” i „Le Conquérant” opuściły Tulon i w eskorcie niszczyciela „Cassard” udały się do Casablanki, docierając do miejsca przeznaczenia 7 listopada . W dniach 19 grudnia 1939 roku – 19 stycznia 1940 roku okręt wziął udział w poszukiwaniach niemieckiego rajdera „Admiral Graf Spee”, a po jego samozatopieniu – okrętu zaopatrzeniowego „Altmark” .
W czerwcu 1940 roku okręt znajdował się w Dakarze w składzie 1. dywizjonu okrętów podwodnych (wraz z „Le Glorieux”), a jego dowódcą był nadal kmdr ppor. R.E. Courson . 4 lipca, po ataku Brytyjczyków na Mers el-Kebir, stacjonujące w Dakarze okręty podwodne „Le Héros” i „Le Glorieux”, niszczyciele „Milan” i „Épervier” oraz cztery krążowniki pomocnicze wyszły w morze po otrzymaniu rozkazu zaatakowania brytyjskiej żeglugi . 2 listopada 1940 roku „Le Héros”, „Le Glorieux” oraz dwa parowce wyszły z Casablanki i w eskorcie awiza „La Batailleuse” pokonały Cieśninę Gibraltarską, docierając 5 listopada do Oranu . W listopadzie 1940 roku „Le Héros” znalazł się w Tulonie w składzie 1. grupy okrętów podwodnych (wraz z „Le Conquérant”, „Le Glorieux” i „Le Tonnant”), gdzie został rozbrojony zgodnie z warunkami zawieszenia broni między Francją a Niemcami .
17 listopada 1941 roku, podczas rejsu z Dakaru na Madagaskar, okręt przeprowadził skuteczny atak torpedowy na norweski parowiec „Thode Fagelund” o pojemności 5757 BRT. Statek zatonął bez strat w ludziach 35 Mm na wschód od East London, na przybliżonej pozycji 33°00′S 29°00′E/-33,000000 29,000000  . Le Héros” stacjonował w bazie Diégo Suarez . W momencie desantu Aliantów na Madagaskar okręt (pod dowództwem por. mar. Remy’ego Lemaire’a) eskortował statek płynący z zaopatrzeniem do Dżibuti, a po zmianie rozkazów pojawił się 7 maja 1942 roku w rejonie walk. Jednostka usiłowała przeprowadzić atak torpedowy na brytyjski lotniskowiec HMS „Illustrious”, jednak została wykryta i zaatakowana bombami głębinowymi przez korwetę HMS „Genista”, a następnie przez samoloty z grupy lotniczej „Illustriousa”. Okręt zatonął o godzinie 5:00 nieopodal Diégo Suarez na pozycji 12°04′S 49°03′E/-12,062500 49,058333, zginęły 24 z liczącej 63 osoby załogi .